# Nätiholmen, Lovisa
Nätiholmen är en ö i Finland. Den ligger i Finska viken och i kommunen Lovisa i den ekonomiska regionen  Lovisa i landskapet Nyland, i den södra delen av landet. Ön ligger omkring 64 kilometer öster om Helsingfors.
Öns area är 1 hektar och dess största längd är 160 meter i nord-sydlig riktning. Närmaste större samhälle är Lovisa, 19,1 km norr om Nätiholmen.